# Champvans-les-Moulins
Champvans-les-Moulins è un comune francese di 335 abitanti situato nel dipartimento del Doubs, nella regione della Borgogna-Franca Contea.

## Società

### Evoluzione demografica
Abitanti censiti